# Berford Lake
Berford Lake är en sjö i Kanada.   Den ligger i countyt Bruce County och provinsen Ontario, i den sydöstra delen av landet, 400 km väster om huvudstaden Ottawa. Berford Lake ligger 206 meter över havet. Arean är 4,9 kvadratkilometer. Den sträcker sig 3,9 kilometer i nord-sydlig riktning, och 2,6 kilometer i öst-västlig riktning.
I omgivningarna runt Berford Lake växer i huvudsak blandskog. Runt Berford Lake är det ganska tätbefolkat, med 129 invånare per kvadratkilometer.